# Územní studie Sídliště a okolí budoucí stanice metra D Libuš
Územní studie Sídliště a okolí budoucí stanice metra D Libuš je územně plánovací podklad zpracovávaný v letech 2019 a 2020 v Praze. Je pořizována na základě dvou podnětů městských částí: Městská část Praha 12 a Městská část Praha-Libuš a bude sloužit primárně jako podklad pro rozhodování v území. Řešené území o rozloze 47 ha se nachází na rozmezí dvou katastrálních území k. ú. Libuš a k. ú. Kamýk (MČ Praha-Libuš a MČ Praha 12) a lze ho rozdělit na dva prostorově odlišné celky od sebe oddělené severojižní osou – ulicí Novodvorskou. Zadavatelem je Odbor územního plánování MHMP a zpracovatelem studio UNIT architekti.

## Obsah studie
Územní studie nové čtvrti nad plánovanou stanicí metra D ponechává prostor pro výstavbu cca 4000 bytů pro téměř 10000 lidí a současně pro výstavbu kanceláří s cca 2000 pracovními místy.
Součástí studie je řešení souvislosti s plánovanou stanicí metra D Libuš a současně návrh návaznosti stávající tramvajové trati ukončené v Modřanech. Návrh preferuje protažení této trati až k plánované stanici metra D Nové Dvory.
Navržené řešení cyklistické dopravy v konceptu studie bylo hodnoceno webem Prahou na kole. Řešení vychází z Koncepce cyklistických tras městské části Praha 12 z roku 2008. Hodnocení studie zveřejnila také Laboratoř udržitelného urbanismu spolku AutoMat. Souběžně s touto studií byla zpracovávána také Územní studie Okolí budoucí stanice metra D a krajinné rozhraní Písnice.